# Marjana Gaponenko
Marjana Gaponenko (1981, Odessa, RSS d'Ucraïna) és una filòloga ucraïnesa. Va estudiar filologia alemanya. Després de passar algunes temporades a Cracòvia (Polònia) i a Dublín (Irlanda), ara (2015) viu entre Magúncia i Viena. Gaponenko escriu en alemany des que tenia 16 anys. El 2000 va debutar amb el llibre de poemes Wie tränenlose Ritter («Com cavallers sense llàgrimes»). El 2009 va ser premiada amb el guardó literari Frau Ava. La seva primera novel·la, Annuschka Blume, es va publicar el 2010 a l'editorial Residenz Verlag. El 2012, la prestigiosa editorial Suhrkamp Verlag li va publicar la segona novel·la Wer ist Martha? («Qui és Martha?»), guanyadora del premi austríac Alpha i de l'Adelbert von Chamisso de la Fundació Robert Bosch, que distingeix autors estrangers que escriuen en alemany.